# エロティック・アニメーション

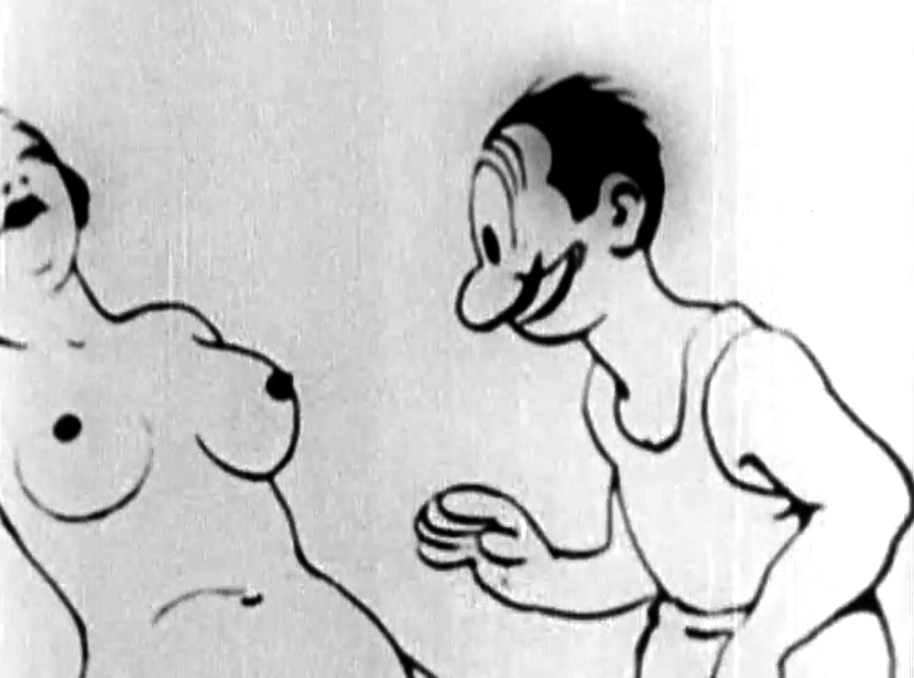
エヴァレディ・ハートン

エロティック・アニメーション（英: Erotic animation or Cartoon pornography）は、アダルトアニメを構成する一ジャンルである。エロティックまたは性的な状況にある架空の漫画のキャラクターを扱ったイラストやアニメーションを指すが、すべての作品が成人指定というわけではない。

## 歴史

### エロティック・アニメーションの夜明け

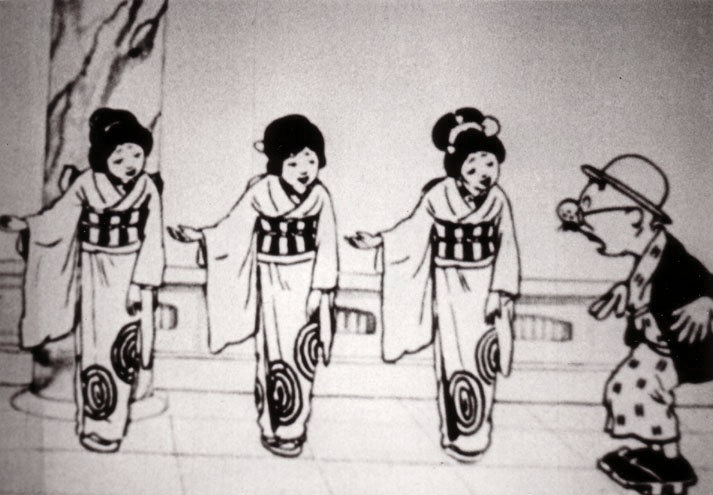
木村白山『ノンキなトウサン 竜宮参り』（※エロティック・アニメーションではない）

世界初と推定されるエロティック・アニメーションは、独立した陰茎と睾丸が裸の女性を追尾し、彼女とセックスをして、別の場面で鼠と猫が交尾をしている内容をアニメーションで描いたスタッグフィルムの『ザ・バージン・ウィズ・ザ・ホットパンツ』（1924年）とされている。
もう一つの初期の例は1929年にアメリカ合衆国の3つのアニメーションスタジオが内輪の集まりで制作した6分間のサイレント映画『エヴァレディ・ハートンの埋もれた財宝』で、今日では現存する世界最古のアダルトアニメとされている。それは大きくて常に勃起し、取り外し可能な陰茎を持った男が他の登場人物や動物と様々な性行為を持つ場面を描いている。また日本では浮世絵風のタッチを用いた日本初のエロティック・アニメーション『すヾみ舟』を木村白山が1932年に完成させた。

### ポルノの黄金時代
1960年代末期から1980年代前半にかけてのポルノの黄金時代においてはプロットやストーリーテリングが施されたポルノの制作を試みていた映画監督や映画館が、エロティック・アニメーションにも同様の関心を持ち始めた。 例としては、パー・アーリンとタゲ・ダニエルソンによる『老人の頭の外』（1968年）、ピチャとボリス・スズルジンガーによる『ターザン ジャングルの恥辱』（1975年） 、ジョルジ・アモロによる『Historias de amor y masacre』（1979年）などがある。
アニメーターのラルフ・バクシは、アメリカ合衆国で「X指定」の評価を受けた最初のアニメーション映画である『フリッツ・ザ・キャット』（1972年、ロバート・クラムの同名漫画が原作）を制作している。この作品はアメリカ社会の変革を舞台としたのに対して、ギバによる『キング・ディック』（1973年のイタリア映画、原題：Il nano e la strega）では中世のファンタジーストーリーをモチーフに完全な手描きのアニメーションとして描写された。またドン・ジャーウィッチによる『ワンス・アポン・ア・ガール』（1976年）では世界的に有名な童話『ジャックと豆の木』『シンデレラ』『赤ずきん』をポルノ風にパロディ化した作品となっている。また、これに先駆けて日本の成人映画『好色日本性豪夜話』（1971年、実写併用で一部がアニメパート）が伽話『一寸法師』『竹取物語』『鶴の恩返し』などをポルノ風にパロディ化して描いている。
日本では手塚治虫の虫プロダクションがエロティックなアニメ映画シリーズ「アニメラマ」で『千夜一夜物語』（1969年）、『クレオパトラ』（1970年）、『哀しみのベラドンナ』（1973年）の3部作を発表した。また模倣映画として日本で「成人映画」の評価を受けた最初のアニメーション映画『㊙劇画 浮世絵千一夜』（1969年）や『ヤスジのポルノラマ やっちまえ!!』（1971年、谷岡ヤスジ原作）などのカルトアニメーションも登場した。

### 現在
1980年代以降、エロティカは日本で人気のあるアニメーションのジャンルである。エロティックな日本のアニメ（エロティック漫画を原作としたものやOVAとしてのもの）は、性的に示唆的で明示的なセックスシーンを特徴とする（国際語でヘンタイとも呼ばれる）。
21世紀初頭、プロデューサーはデジタルアニメーション技術をエロティックな素材に適用し始めた。2000年に、 プレイボーイチャンネルは、3Dアニメーションを使用したエロティックなディストピアSFシリーズ『ダーク・ジャスティス』を開始し、20のエピソードを放送した。2001年、イラストレーターのジョー・フィリップスは、2Dデジタル・アニメーションを使用して作られたゲイとバイセクシュアルな顧客のためのコメディー・エロティック長編映画『モアコックの家』を発表した。
2006年の短編『ロボットたちのセックスライフ』は、伝統的なストップモーション・アニメーション技術を用いて、生きているロボットの想像上の性行為を描写した。
アニメーションのコンテンツは、ポルノ動画サービスで人気を博し、「アニメ」「ヘンタイ」「カートゥーン」（これらは全てアニメーションと関連付けられる）などの用語がトップの検索用語として名を連ねることがある。